# Лувр (Валь-д’Уаз)
Лувр (фр. Louvres) — муниципалитет во Франции, в регионе Иль-де-Франс, департамент Валь-д'Уаз. Население — 8 792 человека (1999). Муниципалитет расположен на расстоянии около 24 км северо-восточнее Парижа, 33 км восточнее Сержи.

## Демография
Динамика населения (Cassini и INSEE):